# Albert Schlangen
Albert Schlangen (* 4. Februar 1918 in Düsseldorf; † 26. November 1966 in Köln) war ein deutscher Kommunalpolitiker und ehrenamtlicher Landrat (CDU).

## Leben und Beruf
Nach dem Besuch der Volksschule und des Gymnasiums absolvierte er eine Ausbildung für den gehobenen Dienst und legte 1942 die Prüfung als Reichsbahninspektor ab. Schlangen war im Reichsarbeitsdienst, im Kriegsdienst und in Kriegsgefangenschaft. Er war als Beamter bei der Bundesbahndirektion Köln tätig. Er war verheiratet und hatte zwei Kinder.
Mitglied des Kreistages des ehemaligen Landkreises Bergheim (Erft) war er von 1961 bis 1966. Vom 7. April 1961 bis zum 14. Oktober 1964 war er Landrat des Landkreises. Von 1954 bis 1966 war er Mitglied im Gemeinderat der Gemeinde Morken-Harff bzw. Kaster. Schlangen war von 1956 bis 1966 Bürgermeister der Stadt Kaster.
Ferner war er Mitglied der Landschaftsversammlung des Landschaftsverbandes Rheinland und in zahlreichen Gremien des Landkreistages Nordrhein-Westfalen tätig.
In Bedburg trägt die Albert-Schlangen-Straße seinen Namen.